# Horoscoop

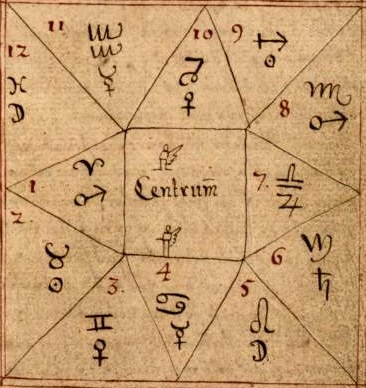
Een klassieke horoscoop met de 12 huizen uit een IJslands manuscript (1747-1752)

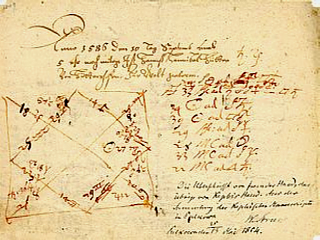
Een horoscoop gemaakt door Johannes Kepler, 1586

Een horoscoop is een astrologische voorstelling van het hemelgewelf, gezien vanuit een specifieke plaats op aarde op een bepaald moment. Deze afbeelding en de tabel erbij is het voornaamste hulpmiddel voor de astroloog. In de volksmond wordt met 'horoscoop' bij uitbreiding ook de interpretatie ervan bedoeld voor een persoon of gebeurtenis. De term is afgeleid van het Griekse "horoskopos", wat "kijken naar de uren" betekent en "horoskopoi", "schrijver van het uur".
De posities van zon, maan en planeten zijn nauwkeurig te berekenen voor elke tijd en plaats. Een horoscoop plaatst deze in een kader van huizen, die de horoscooptekening van 360 graden vanaf de ascendant in gewoonlijk twaalf partjes verdelen. Ascendant en descendant, Medium Coeli en Imum Coeli vormen de vier kardinale punten van alle gangbare huizensystemen in de horoscoop. Elk van de twaalf huizen begint in een van de twaalf astrologische tekens, waar ook betekenis aan wordt verbonden. Met name het teken van de ascendant is, naast de positie en aspecten van Zon en Maan, een belangrijk element bij de duiding van een horoscoop.
Er zijn veel wetenschappelijke en statistische studies naar astrologie gedaan, zoals door wetenschapper en voormalig astroloog Geoffrey Dean (1985). Deze komen steevast tot de conclusie dat uit horoscopen niets bruikbaars kan worden afgeleid over de persoonlijkheid, levensloop of gebeurtenissen.

## Zo boven, zo beneden
Bij de duiding of analyse van horoscooptekeningen gaat de astrologie ervan uit dat er een verband bestaat tussen de standen van hemellichamen en gebeurtenissen die op aarde plaatsvinden (zoals de geboorte van een mens en zijn levensloop). Vaak wordt dit uitgedrukt als het principe Zo boven, zo beneden, een Oudgriekse kosmologische opvatting over de aarde en de mens als microkosmos als afspiegeling van de macrokosmos. Een modernere formulering van dit veronderstelde verband is Carl Gustav Jungs acausaal principe van synchroniciteit, het 'betekenisvol toeval'.

## Soorten horoscopen
Voor elke gebeurtenis in verleden, heden of toekomst kan je een horoscoop opstellen en daarvan een interpretatie geven.
De horoscoop voor de geboorte van een mens heet een geboortehoroscoop. Daarnaast bestaan ook bijvoorbeeld uurhoekhoroscopen, waarbij de uitkomst van een gebeurtenis wordt voorspeld, electiehoroscopen om een keuze te maken, mundaanhoroscopen om gebeurtenissen op 'werelds niveau' zoals beurskoersen en aardbevingen te voorspellen en solaarhoroscopen om 'jaartendensen' te voorspellen.

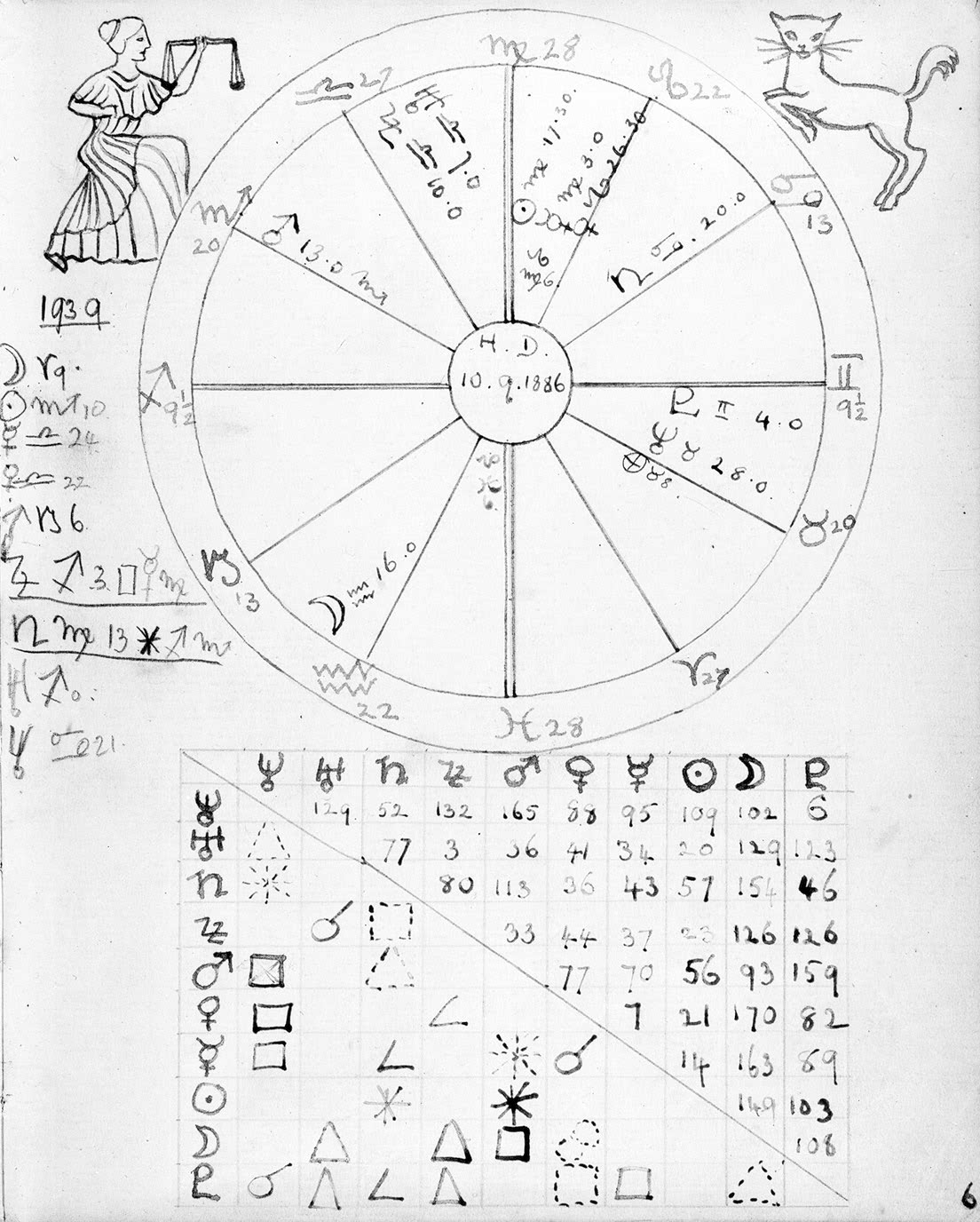
Een handgetekende horoscoop, ca. 1939

In het verleden was het berekenen van een horoscoop een tijdrovend karwei. Sinds de opkomst van computers verloopt het berekenen van een horoscoop veel sneller. Ook de interpretatie van de horoscooptekening kan nu met een computerprogramma worden gedaan. De voorspellingen van de astrologie zijn hierdoor niet nauwkeuriger geworden, maar de astroloog heeft nu meer tijd tot zijn of haar beschikking om een horoscoop te interpreteren en persoonlijk te maken.

## Geboortehoroscoop
In de horoscoop van iemands geboortemoment zouden persoonlijk karakter, talenten enzovoorts zijn weerspiegeld. Zo wordt de plaats van de Zon in de horoscoop samen met andere factoren geanalyseerd om een samenhangend beeld te kunnen schetsen van iemands potentieel. Vooral in de 'popastrologie' wordt veel belang gehecht aan de positie van de Zon in het teken, terwijl een grondige astrologische analyse met veel meer factoren rekening houdt (zie Westerse astrologie voor de verschillende technieken en elementen die een rol spelen bij een analyse).
Wanneer een horoscoop alleen naar de positie van de zon kijkt, noemen astrologen dit zonnetekenastrologie of 'popastrologie' om aan te geven dat deze horoscoopduiding veel oppervlakkiger is dan een complete astrologische analyse.

## Populaire versus professionele duiding

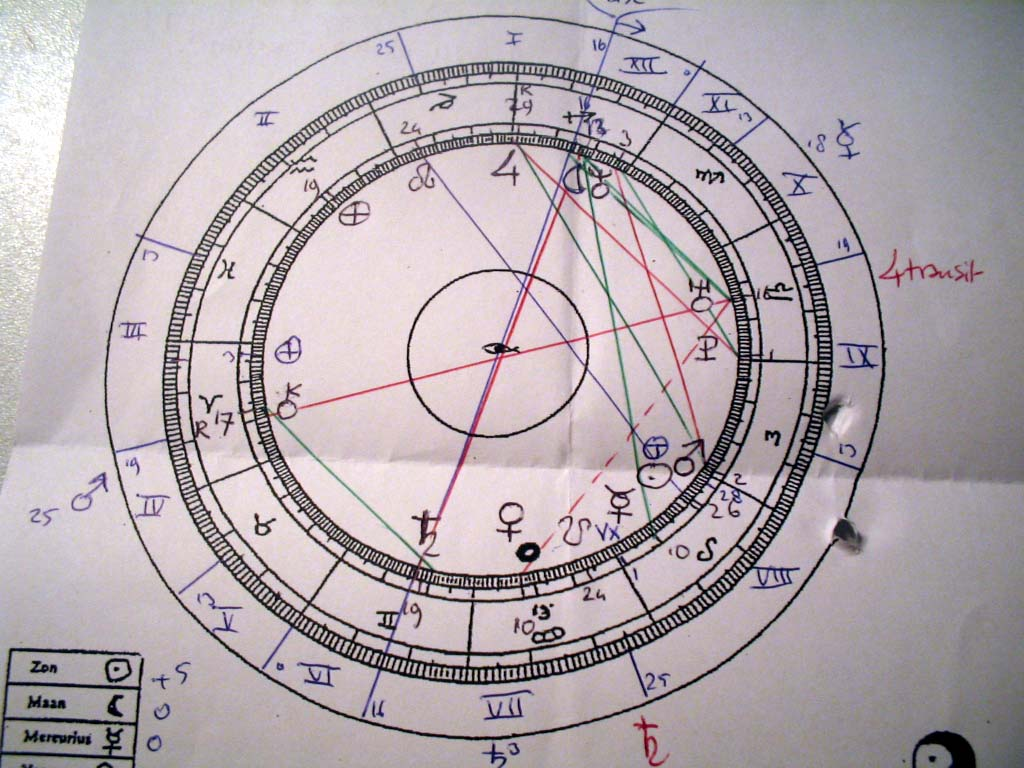
Een handgetekende geboortehoroscoop.

### Horoscooprubriek
Een horoscooprubriek in een tijdschrift of krant is gebaseerd op actuele zon, maan - en planeetstanden die in een bepaald sterrenbeeld staan. Dat is eenvoudig te rubriceren: elk jaar omstreeks iemands verjaardag staat de zon op dezelfde plaats in een bepaald teken van de dierenriem. De dag-of weekvoorspellingen voor Ram gelden dan voor alle Rammen, enzovoort. Bij dergelijke populaire, gereduceerde en onnauwkeurige vorm van astrologie wordt typisch slechts beperkt gebruikgemaakt van de complexe regels van het astrologisch systeem.

### Astrologische duiding
In de horoscooptekening hiernaast staat Zon in Leeuw, wat in een horoscooprubriek de hoofdzaak zal zijn. Een professioneel astroloog merkt bij een eerste blik echter al meteen op dat er een grote nadruk is op het element Vuur: zowel Zon als Maan staan in Leeuw, Zon is conjunct Mars in datzelfde teken, en maakt een driehoek naar Jupiter in Boogschutter. Daarenboven is de Ascendant van deze persoon Boogschutter, met in dat teken Jupiter, de heerser van dat teken. Na die eerste indruk gaat hij of zij aan de slag met andere relaties tussen de planeten in huis en teken. Pas daarna worden de relaties tussen de actuele planeetstanden (de 'transits') vergeleken met de planeten in de geboortehoroscoop en wordt eventueel gebruikgemaakt van andere prognosetechnieken zoals directies.